# Lee Byeng-Ju
Pour les articles homonymes, voir Lee.
Lee Byeng-Ju (en hangeul : 이병주, 16 mars 1921 - 3 avril 1992) est un écrivain sud-coréen.

## Biographie
Lee Byeng-Ju est né le 16 mars 1921 à Hadong dans la province de Gyeongsang du Sud en Corée. Il sort diplômé de l'Université Meiji en 1941 avec un diplôme en littérature puis intègre le département de littérature française à l'université Waseda, mais a été contraint d'abandonner ses études en raison de son service militaire puis en raison de sa participation en tant que soldat à la campagne du Japon dans le Pacifique. De retour en Corée après la défaite du Japon et la libération de la Corée en 1945, il devient professeur à l'université de Jinju en 1948 puis à l'Université Hae-in en 1951. Il devient également rédacteur en chef du quotidien Kookje en 1955. Dans les années 1960, il publie principalement des nouvelles, avec notamment Dans la causalité des abricotiers (Maehwa namu-ui in-gwa, 1966), Le Magicien (Masulsa, 1968) et Éventail portatif (Jwil buchae, 1969). Tout au long des années 1970, il s'est concentré sur la publication de récits en série dans les journaux parmi lesquelles Nuit Blanche de la femme (Yeo-inui baegya, 1972-1973), Les montagnes et les rivières (Sanha/山河, 1974-1979), Les feuilles qui tombent (Nagyeop, 1974-1975), Un dictionnaire du bonheur (Haengbogui sajeon, 1976-1982), et Le parti communiste coréen (Joseon gongsandang, 1976). Lee a continué à écrire de manière prolifique dans les années 1980. Parmi ces récits connus depuis cette période, on compte des récits comme Théâtre inachevé (Miwanui geuk, 1981), Un météore (Yuseong-ui bu, 1981), Cette année-là, au mois de mai (Geuhae owol , 1982), Fleurs du nirvana (Nireubana-ui kkot, 1985). Il est décédé le 3 avril 1992 à l'âge de 70 ans.

## Œuvre
Lee Byeng-Ju a été avant tout un éminent universitaire et un journaliste reconnu avant d'être romancier. Il a publié son premier ouvrage de fiction Roman d'Alexandrie (Soseol aleksandeuria, 1965), à l'âge relativement avancé de quarante-quatre ans, mais a écrit de manière très prolifique durant les vingt-sept années suivantes. Il a ainsi publié plus de soixante livres de fiction. Il est reconnu comme un écrivain au style d'écriture énergique et considéré également comme un intellectuel ayant une grande connaissance de l'histoire de son pays. Il a ainsi été le témoin des épisodes les plus tragiques de l'histoire coréenne, avec notamment la domination coloniale du Japon, les guerres internationales et internes, la division nationale, les conflits et les dictatures militaires, etc. épisodes sur lesquels il revient longuement dans ses récits. Il a publié deux romans historiques publiés en feuilletons Le mont Jiri (Jirisan, 1972-1978) et Le ferry Gwan-Bu (Gwanbu yeollakseon, 1968-1970).